# Лучаново
Луча́ново (рос. Лучаново) — село у складі Томського району Томської області, Росія. Входить до складу Богашовського сільського поселення.
В радянські часи існували окремо два населених пункти — Лучаново та Стєклозавод.

## Населення
Населення — 1261 особа (2010; 1216 у 2002).
Національний склад (станом на 2002 рік):
- росіяни — 92 %